# Kenneth Cameron
Kenneth Cameron (Cleveland, 29 novembre 1949) è un ex astronauta e ingegnere statunitense.